# Max John Rodrigues
Max John Rodrigues (* 29. Mai 1938 in Karatschi, Pakistan) ist emeritierter Bischof von Hyderabad in Pakistan.

## Leben
Papst Paul VI. weihte ihn am 6. Januar 1966 zum Priester.
Papst Johannes Paul II. ernannte ihn am 3. Dezember 1999 zum Bischof von Hyderabad in Pakistan. Die Bischofsweihe spendete ihm der Erzbischof von Karatschi, Simeon Anthony Pereira, am 25. März 2000; Mitkonsekratoren waren Armando Trindade, Erzbischof von Lahore, und Bonaventure Patrick Paul OFM, emeritierter Bischof von Hyderabad in Pakistan.
Am 16. Dezember 2014 nahm Papst Franziskus seinen altersbedingten Rücktritt an.